# Kolam

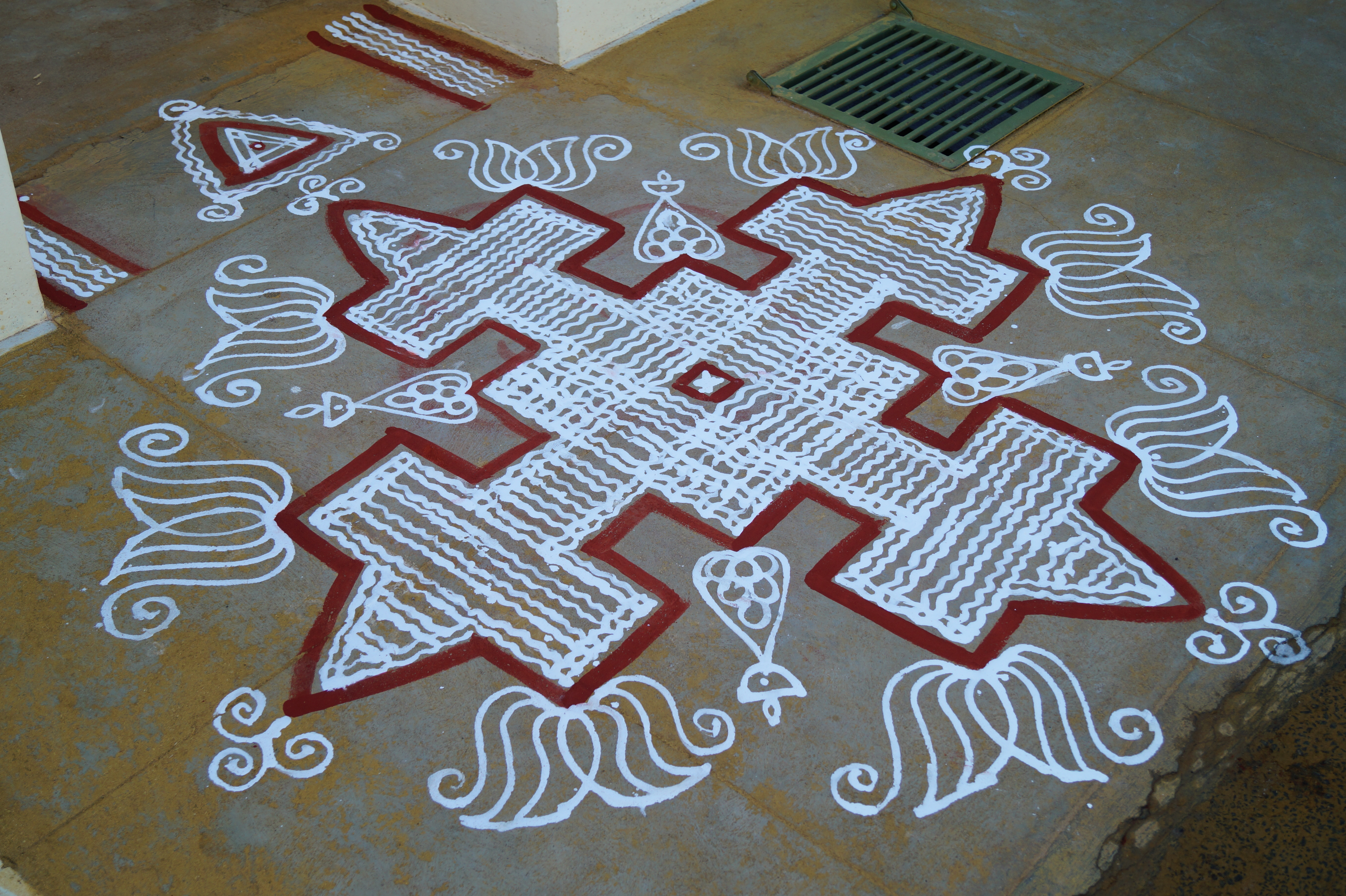
Kolam tradicional feito com farinha branca de arroz e bordos cor de kaavi para uso doméstico em Tâmil Nadu, Índia.

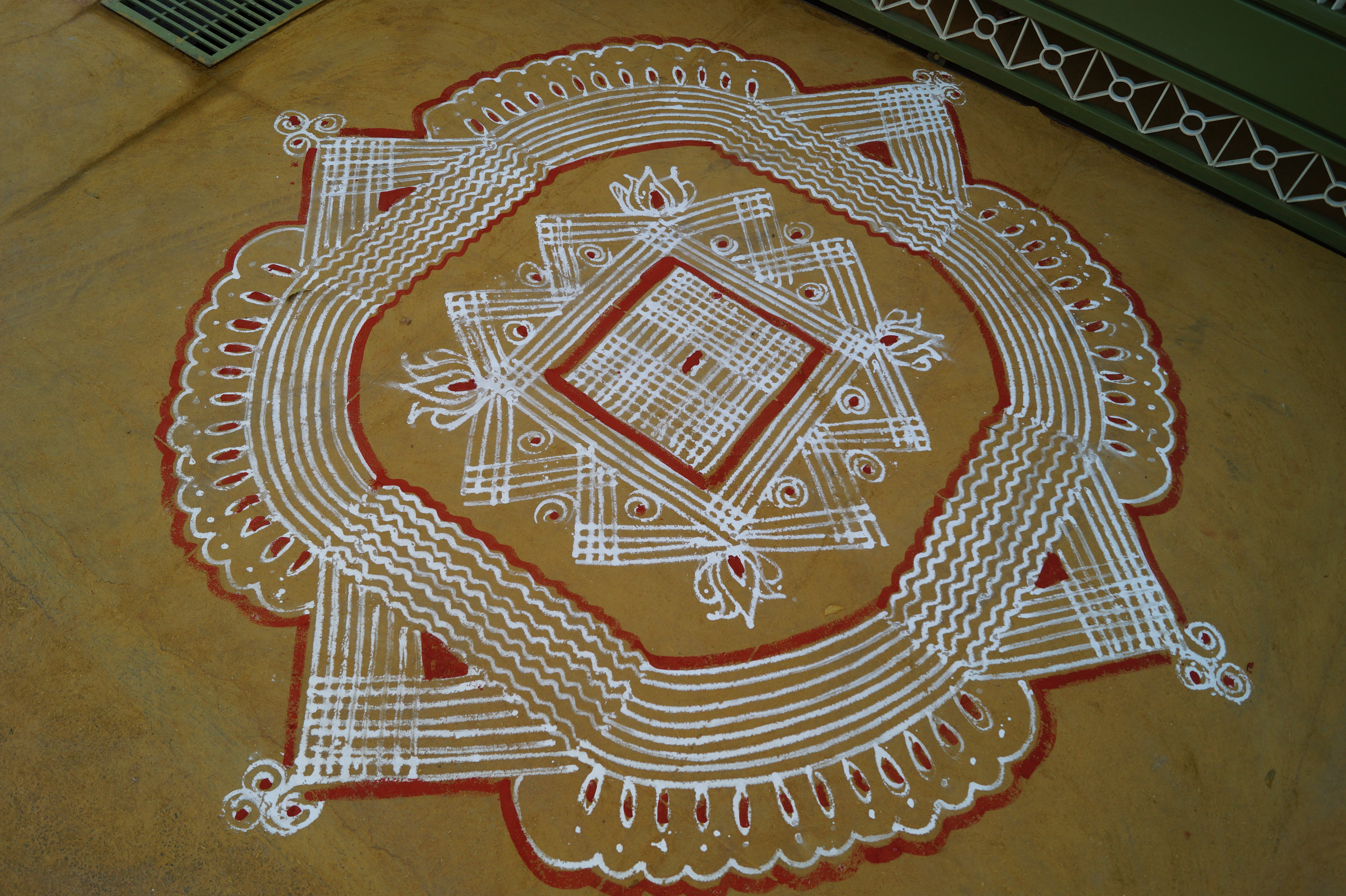
Outro exemplo de um Kolam tradicional feito com farinha branca de arroz e bordos cor de kaavi em Tâmil Nadu, Índia.

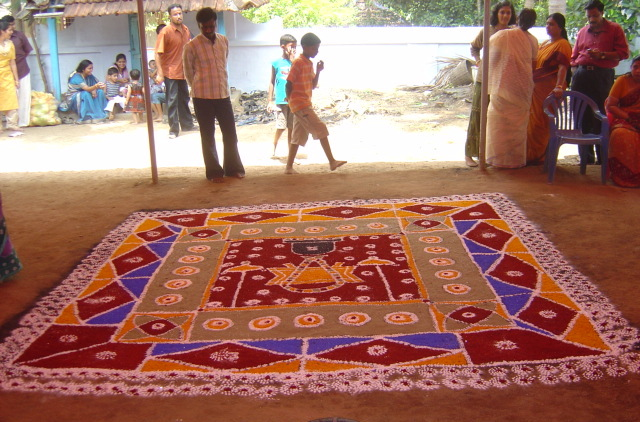
Kolam no Templo Andayil, Peruvemba

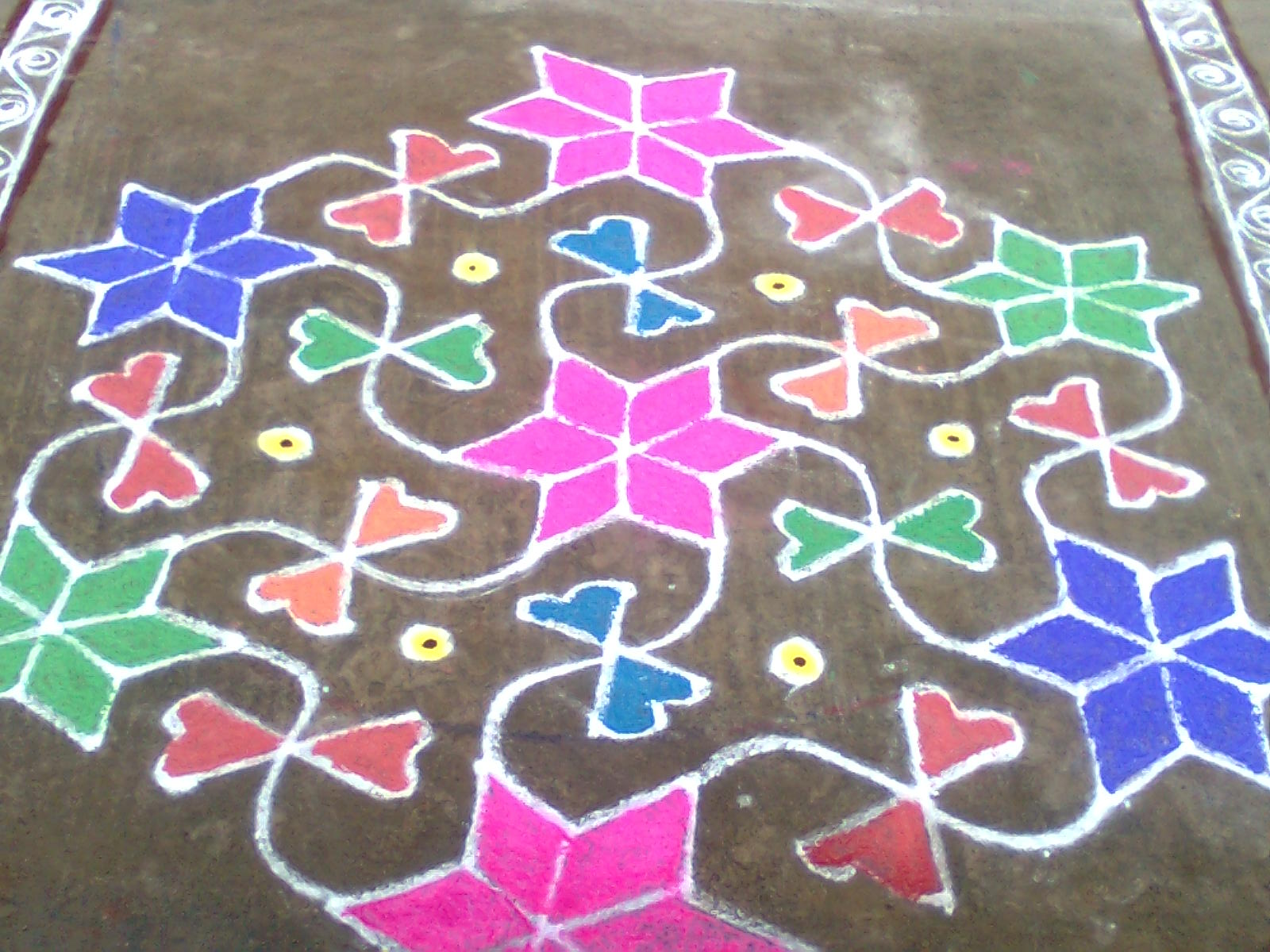
Kolam à porta de casa em Tâmil Nadu, Índia.

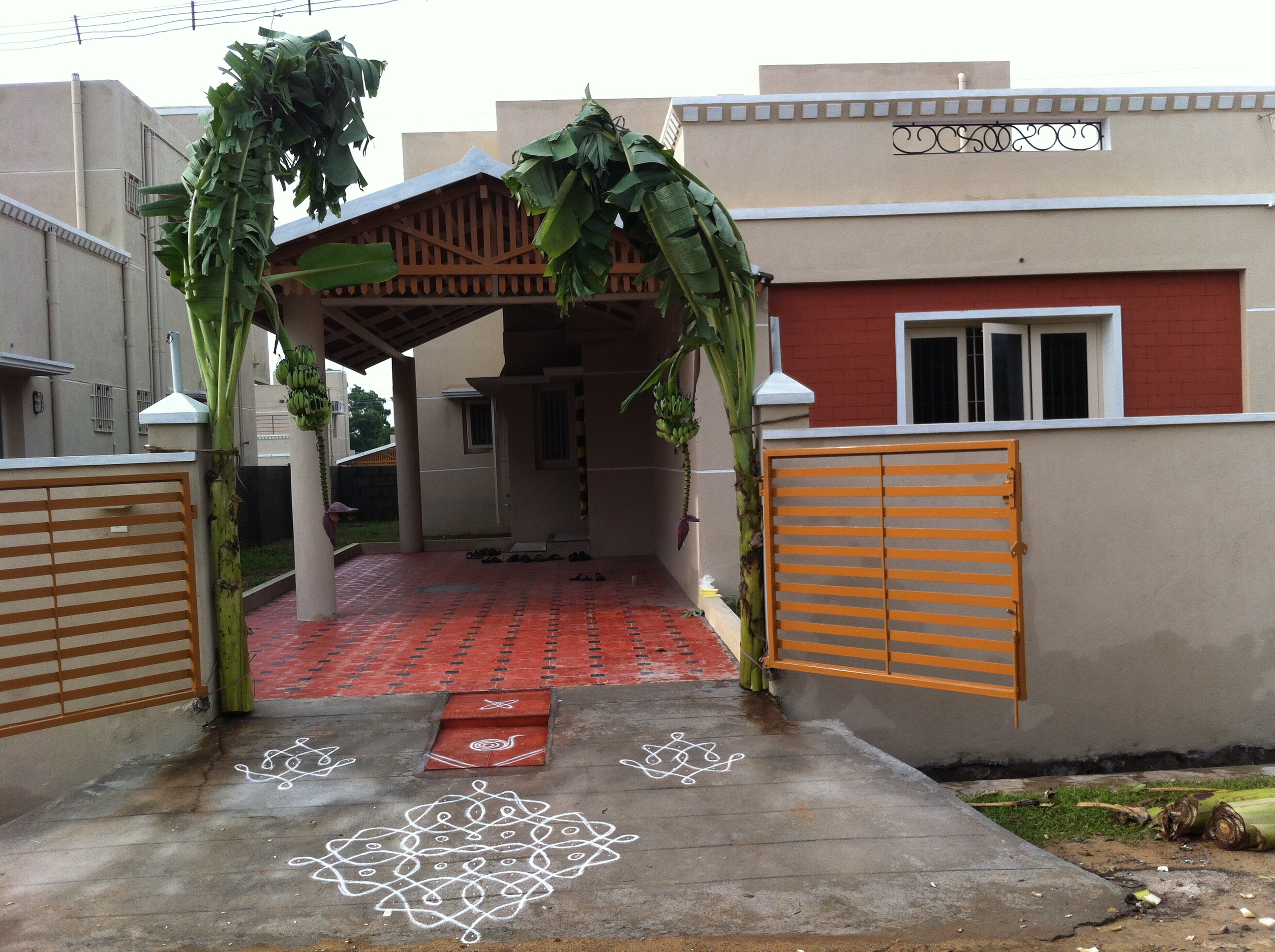
Kollam Sikku (enlaçado) à porta de casa em Tâmil Nadu durante uma festa de boas-vindas à nova casa.

O Kolam é uma forma de arte que consiste no desenho de formas geométricas no chão, também chamadas kolam, usando farinha de arroz, pó de giz ou de rocha, e frequentemente, outros pós coloridos, praticada no Sri Lanka, nos estados indianos de Tâmil Nadu, Karnataka, Telangana, Andra Pradexe, Querala, partes de Goa e Maarastra, assim como na Indonésia, Malásia, Tailândia e outros países asiáticos. Na Índia do Sul e Sri Lanka, a arte é praticada principalmente por mulheres hindus em frente às suas casas.